# Vaatspasme
Een vaatspasme is een plotseling afknellen van een slagader, waardoor de bloedtoevoer naar een deel van het lichaam tijdelijk vermindert. Dit afknellen doet de slagader zelf, en wordt niet door fysieke druk van buitenaf veroorzaakt.
Als dit optreedt in de vingers dan noemt men dit ook wel het fenomeen van Raynaud; als het optreedt in een of meer kransslagaders dan spreekt men van coronairspasme of prinzmetal angina pectoris.